# Ієвлєв Василь Васильович
Василь Васильович Ієвлєв (14 серпня 1906, місто Москва, тепер Російська Федерація — ?) — радянський державний діяч, 1-й секретар Черкеського обласного комітету ВКП(б). Депутат Верховної Ради СРСР 3-го скликання.

## Життєпис
У 1926—1930 роках — помічник дільничного агронома, кооперативний агроном сільськогосподарського кредитного товариства в Бронницькому повіті Московської губернії; інструктор Коломенської окружної колгоспної спілки.
У 1930—1932 роках — студент Московського інституту конярства.
Член ВКП(б) з 1931 року.
У 1932—1933 роках — аспірант Всесоюзного науково-дослідного інституту конярства.
У 1933—1934 роках — заступник відповідального редактора журналу «Конярство».
У 1934—1936 роках — асистент, заступник директора П'ятигорського зоотехнічного інституту з навчальної частини.
У 1936—1937 роках — інструктор відділу шкіл та науки Північно-Кавказького крайового комітету ВКП(б).
У 1937—1940 роках — партійний організатор, асистент, старший викладач П'ятигорського зоотехнічного інституту.
У 1940 — серпні 1942 року — секретар Черкеського обласного комітету ВКП(б) із кадрів.
З серпня 1942 по серпень 1946 року — на політичній роботі в Червоній армії, учасник німецько-радянської та радянсько-японської війн. Служив у політичному управління Північно-Кавказького військового округу та у військах ППО Закавказького фронту. З квітня 1945 року — начальник відділення кадрів політичного відділу штабу Приамурської армії ППО 2-го Далекосхідного фронту та Далекосхідної армії ППО Далекосхідного військового округу ППО.
У 1946—1947 роках — у розпорядженні Ставропольського крайового комітету ВКП(б).
У 1947 році — секретар комітету Управління Міністерства внутрішніх справ (МВС) міста Ставрополя.
У 1947—1948 роках — заступник завідувача відділу кадрів Ставропольського крайового комітету ВКП(б), заступник завідувача адміністративного відділу Ставропольського крайового комітету ВКП(б).
У грудні 1949 — вересні 1952 року — 1-й секретар Черкеського обласного комітету ВКП(б).
Подальша доля невідома.

## Звання
- майор

## Нагороди
- орден Вітчизняної війни ІІ ст.
- орден Червоної Зірки (2.09.1945)
- орден «Знак Пошани» (1948)
- медаль «За оборону Кавказу»
- медаль «За перемогу над Німеччиною у Великій Вітчизняній війні 1941—1945 рр.»
- медаль «За перемогу над Японією»
- медалі